# Sierra de Navarro
La sierra de Navarro es una formación montañosa en proximidades del poblado de Nácori Chico en el estado de Sonora, México.
El punto más elevado de la sierra alcanza 1.494 m s. n. m. La zona posee una muy baja densidad poblacional de menos dos habitantes por kilómetro cuadrado. La vegetación es mayormente del tipo de bosque de sabana. Entre los cursos de agua que fluyen por la sierra se destaca el río Hueverachi.